# Heptaprimnoa patagonica
Heptaprimnoa patagonica is een zachte koralensoort uit de familie van de Primnoidae. De wetenschappelijke naam van de soort is voor het eerst geldig gepubliceerd in 2012 door Cairns.